# 데이비드 마슬랜카
데이비드 마슬랜카(David Maslanka, 1943년 8월 30일 ~ 2017년 8월 7일)는 폴란드계 미국인 작곡가이다. 합창, 윈드앙상블, 실내악, 관현악단의 작품을 포함하여 다양한 장르의 작곡 경험이 있다.
총 150개 작품, 그 중 10편의 교향곡, 그 중 8편을 콘서트 밴드를 위해 작곡했다. 또, 15편의 협주곡과 1편의 미사곡을 작곡했다. 리듬적으로 강하고 세련되며 톤이 높고 멜로디 지향적인 스타일을 보인다. 그가 작곡한 작품들은 미국, 유럽, 오스트레일리아, 캐나다, 일본 등지에서 공연되었다.